# Zeledonia coronata
A Zeledonia coronata a madarak osztályának verébalakúak (Passeriformes) rendjébe és az újvilági poszátafélék (Parulidae) családjába tartozó Zeledonia nem egyetlen faja.
Egyes rendszerekben a Zeledoniidae monotipikus családba sorolják.
A nem a nevét  José Castulo Zeledón Costa Rica-i ornitológusról kapta.

## Előfordulása
Costa Rica és Panama területén honos. A természetes élőhelye szubtrópusi és trópusi hegyi erdők

## Megjelenése
Átlagos testtömege 21 gramm.